# 아니마와 아니무스
아니마(anima)는 라틴어로 영혼을 나타내는 단어다.

## 분석심리학
분석심리학의 창시자 카를 융은, 「모든 것 중 가장 현저한 자율성의 집합체다. 그것은 남성의 여성과의 상호작용과 여성에 대한 태도에 영향을 줄 뿐만 아니라, 꿈 속에 나타나는 상으로서 그것 자신이 나타난다. 아니마, 아니무스의 과정을 상상하는 힘의 하나의 근원이다」라고 간주했다.
융은 또, 개성화의 단계의 비유로 그림자와의 만남은 견습공에 의한 「습작」, 그리고 아니마와의 만남은 명공에 의한 「걸작」이다, 라고도 말하고 있다.

### 아니마（anima）
남성의 무의식 인격의 여성적 측면을 원형이라고 규정했다. 남성이 가지는 모든 여성적인 심리학 목표 성질이 이것에 해당한다.
남성이 가지는 미발달의 에로스(관계의 원리)이기도 해, 이성의 여성에게 투영되기도 한다.
유년기의 어머니의 투영으로 시작해, 자매, 아줌마, 그노시스 주의의 소피아 또는 「예지」라고 불릴 단계에서 연결되는, 교사의 요소를 가지는 장래의 성적 반려 및 계속되는 관계에 계속되는 전형적인 발전 사중의 이론을 주창했다...

### 아니무스（animus）
여성의 무의식 인격의 남성적인 면을 의미한다.
여성이 가지는 미발달의 로고스(재단의 원리)이기도 해, 이성의 남성에게 투영된다.
아니마에 비해 집합적이고, 남성이 하나의 아니마 밖에 가지지 않는데 비해, 여성은 복수의 아니무스를 가진다고 여겨진다.
여성이 정신안에 유사한, 남성적 속성과 잠재력인 아니무스를 가진다고 믿어진다.

## 같이 보기
- 분석심리학
- 집단적 무의식
- 원형
- 애니미즘